# Krzysztof Smolnicki

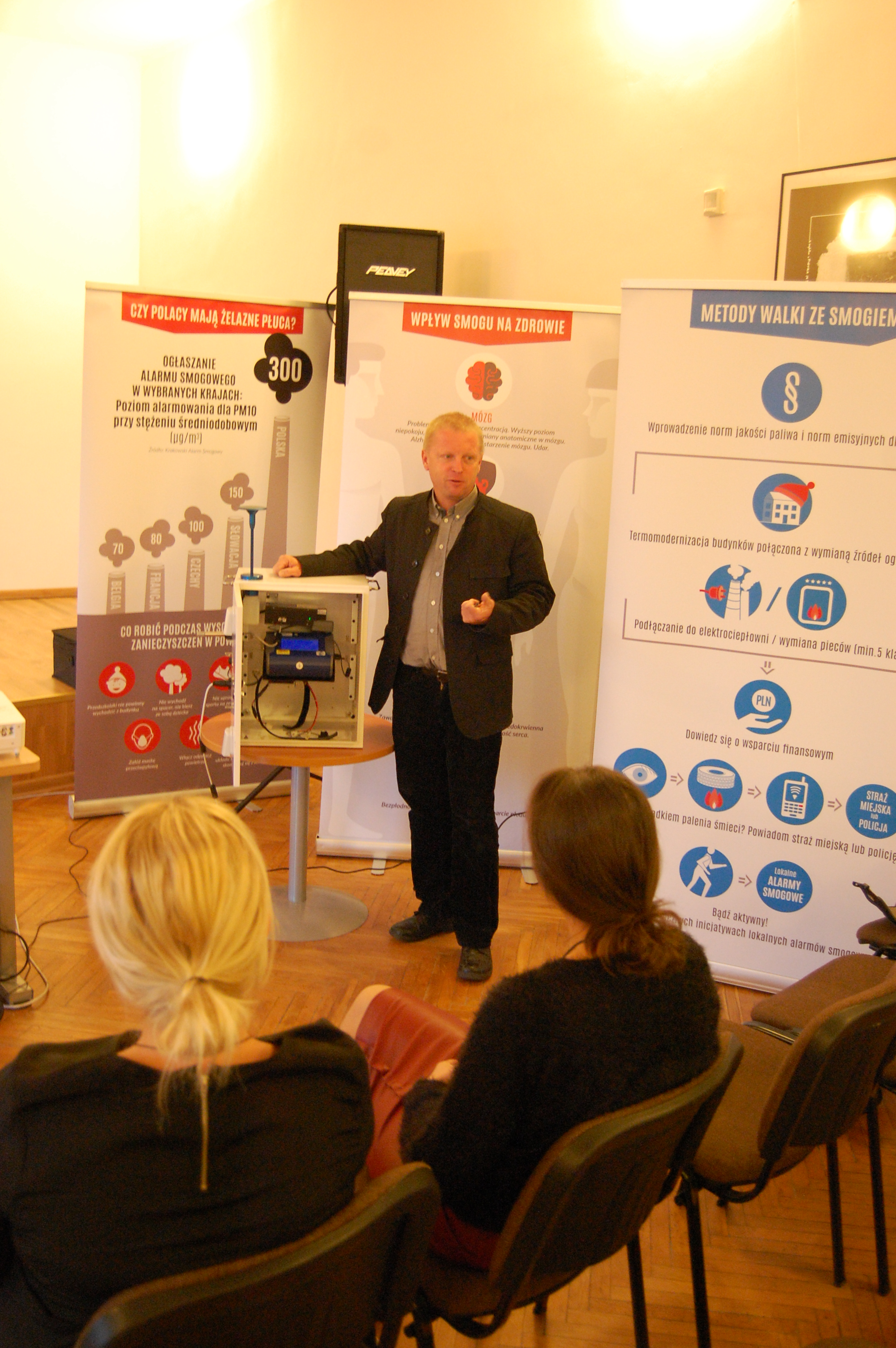
Krzysztof Smolnicki podczas wykładu na temat niskiej emisji i technik pomiaru zanieczyszczeń powietrza, Szczecin, 6 października 2016 r.

Krzysztof Jan Smolnicki (ur. 23 stycznia 1968 we Wrocławiu) – polski ekolog, aktywista Ruchu Wolność i Pokój, Prezes Fundacji EkoRozwoju, jeden z liderów Dolnośląskiego Alarmu Smogowego.

## Życiorys
Ukończył hydrogeologię na Wydziale Nauk Przyrodniczych Uniwersytetu Wrocławskiego oraz podyplomowe studia z zakresu ochrony środowiska na Akademii Górniczo-Hutniczej w Krakowie. W drugiej połowie lat 80. działał w Ruchu Wolność i Pokój, m.in. wspólnie z Radosławem Gawlikiem biorąc udział w protestach ekologicznych przeciwko Hucie Siechnice i Elektrowni Jądrowej Żarnowiec oraz przeciwko stosowaniu azbestu w budownictwie. Uczestniczył także w happeningach Pomarańczowej Alternatywy.
Od 1992 związany z Fundacją Oławy i Nysy Kłodzkiej m.in. jako koordynator kampanii promującej recykling zużytych baterii i specjalista ds. projektów wodnych i turystycznych. Od 1994 Wiceprezes Zarządu tej fundacji, a od 1999 roku Prezes. W Fundacji realizuje i nadzoruje projekty dotyczące zrównoważonego rozwoju, w tym. ruchu rowerowego, ograniczania ilości odpadów, efektywności energetycznej, ekoturystyki oraz czynnej ochrony przyrody. Zaangażowany także w ruch ochrony drzew, m.in. jako uczestnik protestów w obronie parków we Wrocławiu. W latach 1995–2011 redaktor naczelny wychodzącego we Wrocławiu magazynu ekologicznego „Kropla”.
Od 2003 roku działa w Związku Stowarzyszeń Polska Zielona Sieć (od 2006 roku jako członek Zarządu PZS), od 2006 członek Rady Fundacji Doliny Baryczy, a od 2009 roku tutor w Szkole Liderów Polsko-Amerykańskiej Fundacji Wolności.
Inicjator utworzenia EkoCentrum Wrocław, modelowego miejskiego ośrodka edukacji ekologicznej. Współtwórca i jeden z liderów Dolnośląskiego Alarmu Smogowego.

## Odznaczenia
- Krzyż Kawalerski Orderu Odrodzenia Polski za wybitne zasługi w działalności na rzecz przemian demokratycznych w Polsce (2020)[5].
- Krzyż Wolności i Solidarności za działalność na rzecz niepodległości i suwerenności Polski oraz respektowania praw człowieka (2016)[6].
- Złoty Krzyż Zasługi za działalność na rzecz budowania społeczeństwa obywatelskiego (2011)[7].
- Tytuł Człowieka Roku Polskiej Ekologii 2013[1].
- Nagroda Fundacji POLCUL w 2018 r.